# Moapa Valley
Moapa Valley – jednostka osadnicza w Stanach Zjednoczonych, w stanie Nevada, w hrabstwie Clark.